# Anatol Rurac
Anatol (Nicolae) Rurac (* 19 februarie 1957), este un pictor român originar din s. Stănilești, regiunea Cernăuți, Ucraina. Este unul dintre cei mai cunoscuți membri ai "Grupului Zece", o personalitate artistică remarcabilă, cu un stil inconfundabil și foarte multă energie creativă. În calitate de Președinte al UAPM, își asumă cu succes diverse responsabilități, fie că e vorba de niște probleme cotidiene, legate de existența revistei "Atelier" a UAPM , fie că este antrenat în polemici aprinse privind identitatea culturală sau soarta Televiziunii publice din Republica Moldova.

## Studii
- 1977-1983 - universitatea de Stat din Cernăuți, specialitatea profesor de limba și literatura rusă în școlile cu limba de studii moldovenească
- 1983-1986 - ia lecții de pictură în atelierul lui Mihai Grecu
- 1985-1995 - Practica scenografia in teatrele din R.Moldova si Romania
- 1995 - devine Președinte al Uniunii Artiștilor Plastici din Republica Moldova

## Expoziții solo
- 1988 - Chișinău
- 1993 - Chișinău
- 1994 - București
- 1995 - Chișinău
- 1996 - Duseldorf
- 1998 - Koln
- 1999 - Paris
- 2007 - Chișinău

## Expoziții grup
- 1986 - Moscova
- 1988 - Finlanda
- 1990 - Chișinău
- 1990 - Iași
- 1992 - Ancona, Italia
- 1992 - Galați, România
- 1993 - Chișinău
- 1993 - Moscova
- 1994 - București
- 1995 - Chișinău
- 1996 - București
- 1996 - Budapesta
- 1997 - Olanda
- 1997 - Bacău, România
- 1998 - Moscova
- 1999 - Strasbourg, Franța
- 2000 - Moscova, Federatia Rusa
- 2002 - Vernisaj “Grupul Zece”, Centrul Expozițional „Constantin Brancuși”, Chișinău

## Tabere de creație și de documentare
- 1992 - Alba-Iulia,
- 1995 - Bratislava
- 1997 - Tescani, România
- 1998 - Senej, Federatia Rusa
- 1999 - Torino, Italia
- 1999 - Paris

## Premii și dinstincții
- 1995- Premiul Mare la Concursul Național de Scenografie, Chișinău
- 1998- Premiul I pentru scenografie, Chișinău
- 2001- Premiul Ministerului Culturii din România, la expoziția “Saloanele Moldovei”, editia a XI-ea, Chișinău-Bacău
- 2013- Premiul Uniunii Artistilor Pastici din Romania, la "Saloanele Moldovei", editia a XXIII-a, Chisinau-Bacau.[1]

## Colecții publice
- Muzeul Național de Arte Plastice din Republica Moldova
- Muzeul Național de Arte Plastice din România

## Colecții private
Moldova, România, Italia, Germania, SUA, Australia, Franța, Federația Rusa, Israel